# Jealousy Is My Middle Name
Pour plus de détails, voir Fiche technique et Distribution.
Jealousy Is My Middle Name (질투는 나의 힘, Jiltuneun naui him) est un film dramatique sud-coréen réalisé par Park Chan-ok et sorti en 2003. Il s'agit du premier long métrage de la réalisatrice. Le titre provient d'un poème du poète sud-coréen Ki Hyongdo.
Le film raconte les déboires amoureux d'un étudiant récemment diplômé qui va chercher à se venger de l'homme qui lui a volé ses petites-amies. Le film a été présenté dans plusieurs festivals : il a notamment reçu les plus hautes récompenses au festival international du film de Busan 2002 et au festival international du film de Rotterdam 2003.

## Synopsis
Lee Weon-san (Park Hae-il) est un jeune étudiant fraîchement diplômé en littérature. De nature calme et posée, sa petite-amie vient tout juste de le quitter. Subsistant en effectuant des trvaux de plomberie, il est embauché dans un magazine littéraire dans le but affiché d'obtenir un salaire d'appoint grâce à un article consacré à Marguerite Duras ; son mobile réel est de se rapprocher du rédacteur en chef, Han Yun-sik, qu'il tient pour responsable de la séparation entre lui et son amie. Ce rédacteur (Moon Sung-keun), sans rien connaître des intentions de Lee, le choisit comme assistant personnel. Il l'apprécie puisque Lee est la seule personne avec qui il se sent à l'aise ; profitant du tempérament passif de Lee, le rédacteur n'hésite pas à lui faire faire des tâches ingrates.
Lee, cependant, travaille sans relâche et sans émettre la moindre plainte ; il a entamé une relation avec une vétérinaire et photographe, Park Seong-yeon (Bae Jong-ok), qui travaille à mi-temps pour le magazine. Quand celle-ci prend un emploi à temps plein à la rédaction, Lee lui enjoint de ne pas se rapprocher du rédacteur en chef. Park ignore cette requête et l'honneur de Lee est à nouveau bafoué quand Han Yun-sik la séduit à son tour.

## Fiche technique
- Titre : Jealousy Is My Middle Name
- Titre original : 질투는 나의 힘 (Jiltuneun naui him)
- Réalisatrice : Park Chan-ok
- Scénario : Park Chan-ok
- Société de production : Generation Blue Films
- Photographie : Park Yong-su
- Montage : Kwon Ki-suk
- Musique : Jeong Hun-yeong
- Pays d'origine : Corée du Sud
- Format : couleurs - 35 mm
- Genre : Drame, romance
- Durée : 124 minutes
- Langue : coréen
- Dates de sortie : 
  -  Corée du Sud : 15 novembre 2002 (au festival international du film de Busan), 25 avril 2003 (sortie nationale)
  -  Pays-Bas : 28 janvier 2003 (au festival international du film de Rotterdam)
  -  France : 17 mai 2003 (au festival de Cannes)

## Distribution
- Park Hae-il : Lee Won-sang
- Bae Jong-ok : Park Seong-yeon
- Moon Sung-keun : Han Yun-shik
- Seo Young-hee : Ahn Hye-ok
- Hyo-man Ju
- Kkobbi Kim : Mi-rim Han
- Bok-gi Min

## Accueil

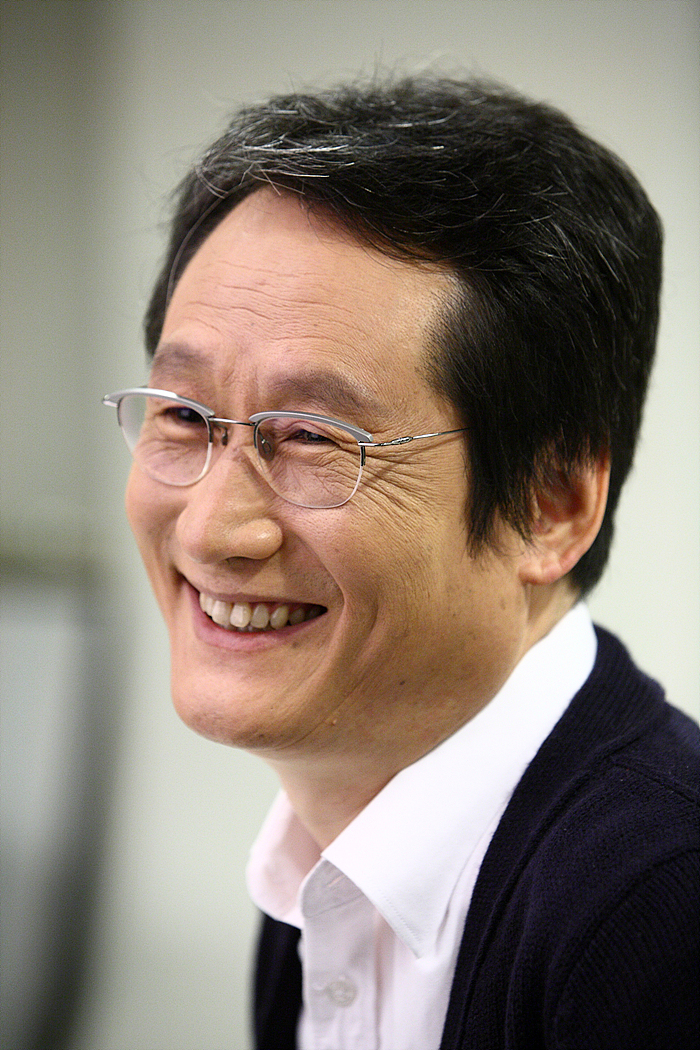
Moon Sung-keun est salué pour sa prestation dans le rôle du rédacteur en chef.

En novembre 2002, le film est projeté au festival international du film de Busan où il reçoit la récompense suprême du « New Currents Award » ex-aequo avec le film indien Tiladaanam. En 2003, le film est salué du Tigre d'or au festival international du film de Rotterdam. Le scénario de Jealousy Is My Middle Name est récompensé lors des Blue Dragon Film Awards et Park Hae-il reçoit plusieurs prix pour son interprétation.
En 2003, l'hebdomadaire coréen Cine21 place Jealousy Is My Middle Name sur la troisième marche des meilleurs films coréens de l'année derrière Save the Green Planet! et Memories of Murder, mais devant Une femme coréenne et Old Boy. Les prestations des acteurs, notamment celles de Park Hae-il et Moon Sung-keun, sont saluées,. Le film observe avec détails les basculements du pouvoir dans la relation amoureuse et analyse finement la psychologie masculine ; des critiques ont néanmoins pu suggérer que cela versait parfois dans le soap opera,.